# Toninia massata
Toninia massata är en lavart som först beskrevs av Edward Tuckerman, och fick sitt nu gällande namn av Herre. Toninia massata ingår i släktet Toninia och familjen Ramalinaceae.   Inga underarter finns listade i Catalogue of Life.